# Jean de Vivonne
Jean de Vivonne (1530 - 7 octobre 1599), marquis de Pisany, seigneur de Saint-Gouard, sénéchal de Saintonge, est un diplomate et militaire français du XVIe siècle.

## Biographie
Il est le fils d'Artus de Vivonne, seigneur de Saint-Goard et de Pisani, et de Catherine de Brémont d'Ars. Jean Dijon indique, dans son roman Les Dames du Faubourg, qu'il est "bossu mais fort heureusement spirituel". Il devint conseiller de Henri III et ambassadeur de France auprès de la Couronne d'Espagne, puis de la Curie romaine, où "il rendit de grands services". Il est reçu chevalier du Saint-Esprit (31 décembre 1583), et reçoit (peut-être ?) l'expectative de maréchal de France (1585), mais si c'est vrai, il ne figure pas dans les listes officielles. Colonel de la cavalerie légère sous Henri IV, il combat encore « comme un jeune homme » aux côtés du Roi à Fontaine-Française en 1595.
En 1573, Henri III lui accorde l’érection de sa seigneurie de Pisany en baronnie, puis en 1596 Henri IV en fait un marquisat avec incorporation de la terre de Saint-Gouard (aujourd'hui dans les Deux-Sèvres).
Il épouse (8 novembre 1587) une noble romaine, Giulia Savelli, veuve de Ludovico Orsini et petite-fille de Maddalena di Pierfrancesco de' Medici (it), dont il a une fille unique, Catherine de Vivonne, future marquise de Rambouillet. Il meurt au château de Saint-Maur-des-Fossés et est inhumé en la chapelle qui lui est dédiée en la cathédrale Saint-Pierre de Saintes.